# Triphosa subsericata
Triphosa subsericata là một loài bướm đêm trong họ Geometridae.